# Spiroctenus inermis
Spiroctenus inermis là một loài nhện trong họ Nemesiidae.
Spiroctenus inermis được miêu tả năm 1903 bởi Purcell.